# پارک جی آه
این یک نام کره‌ای است؛ نام خانوادگی پارک است.
پارک جی آه (کره‌ای: 박지아؛ ۲۵ فوریهٔ ۱۹۷۲ – ۳۰ سپتامبر ۲۰۲۴) بازیگر اهل کره جنوبی بود. او بازیگر نقش مکمل در فیلم‌های کیم کی-دوک بود و بین سالهای ۲۰۰۲ تا ۲۰۰۸ در پنج فیلم از او بازی کرد. عملکرد او در فیلم نفس توسط ورایتی «معرکه» و توسط تویچ فیلم «یک لذت برای تماشا» توصیف شده‌است.  این فیلم در سال ۲۰۰۷ نامزد نخل طلای بهترین فیلم جشنواره فیلم کن شد.